# Aphycus shutovae
Aphycus shutovae är en stekelart som först beskrevs av Nikol'skaya 1952.  Aphycus shutovae ingår i släktet Aphycus och familjen sköldlussteklar. Inga underarter finns listade i Catalogue of Life.